# Kunststiftung des Landes Sachsen-Anhalt
Die Kunststiftung des Landes Sachsen-Anhalt ist eine Stiftung des öffentlichen Rechts mit Sitz in Halle (Saale). Aufsichtsbehörden sind die Staatskanzlei und Ministerium für Kultur des Landes Sachsen-Anhalt. Vorsitzender des Stiftungsrates ist Rainer Robra, Staatsminister und Minister für Kultur des Landes Sachsen-Anhalt. Manon Bursian ist alleiniger Vorstand und Stiftungsdirektorin der Kunststiftung.

## Aufgaben und Ziele
Die Stiftung fördert die zeitgenössische Kunst in Sachsen-Anhalt durch die Vergabe von Stipendien und Projektfördermitteln. Das Ziel der Stiftungsarbeit ist es, bei der Umsetzung künstlerischer Ideen zu unterstützen. Die Förderbereiche umfassen unter anderem Projekte der Malerei, Grafik, Bildhauerei und Architektur, der angewandten Kunst, des Theaters, des Tanzes und des Films, der Musik, Literatur, der Installation und Performance. Stipendiatenprogramme im In- und Ausland sowie spezielle Konzepte zur Messe-, Ausstellungs-, Galerie- und Kurzfilm-Förderung sind feste Bestandteile der Förderung. Die Stiftung unterstützt Künstler dabei, ihre Arbeit national und international zur Geltung zu bringen. 

## Förderkriterien
Entscheidend für eine Förderung durch die Kunststiftung sind Originalität und Realisierbarkeit des Projekts. Die Entscheidung über gestellte Anträge unterliegt einem zweistufigen Verfahren. So tagt zunächst der Künstlerische Beirat, der dann durch seine Empfehlungen den Stiftungsrat in seiner Entscheidungsfindung berät. Die Mitglieder des Stiftungsrats entscheiden jeweils im Frühjahr und Herbst über die Anträge. Die Förderung durch die Kunststiftung ist weit mehr als eine finanzielle Unterstützung: Die Mitarbeiter der Kunststiftung beraten und begleiten die Stipendiaten und Projekte und unterstützen die Künstler bei der Präsentation.

## Förderhöhe
Die Höhe der jährlichen Fördersumme liegt durchschnittlich bei rund 500.000 Euro für die Förderung von Künstlern sowie künstlerischen Projekten. Die Vergabe der Mittel erfolgt halbjährlich. Die Höhe des Grundstockvermögens der Stiftung belief sich zum 31. Dezember 2017 auf circa 10,1 Millionen Euro.